# Neogogatea kentuckiensis
Neogogatea kentuckiensis är en plattmaskart. Neogogatea kentuckiensis ingår i släktet Neogogatea och familjen Cyathocotylidae. Inga underarter finns listade i Catalogue of Life.